# إسماعيلي (مدينة)
إسماعيلي (بالأذرية: Ismayilli) هي مدينة في أذربيجان وعاصمة مقاطعة إسماعيلي، ويبلغ عدد سكانها 14 ألف و435 نسمة (إحصائية عام 2008).

## المدن التوأم
- ايتو اليابانية منذ 2013

## تاريخ موجز
في 24 أغسطس 1959 ، حصل الإسماعيلي على وضع مستوطنة من النوع الحضري ، وفي عام 1967—وضع المدينة.